# Husjatynský rajón
Husjatynský rajón (ukrajinsky Гусятинський район) byl rajón v Ternopilské oblasti na Ukrajině. Hlavním městem byl Husjatyn a rajón měl přibližně 58 tisíc obyvatel. 

## Sídla v rajónu
- Hrymajliv
- Husjatyn
- Chorostkiv
- Kopyčynci